# Terrasse du Commandant-Jacques-Blasquez
La terrasse du Commandant-Jacques-Blasquez est une voie récente du 11e arrondissement de Paris.

## Situation et accès
Cette esplanade est située sur la partie sud de la place de la République.

## Origine du nom

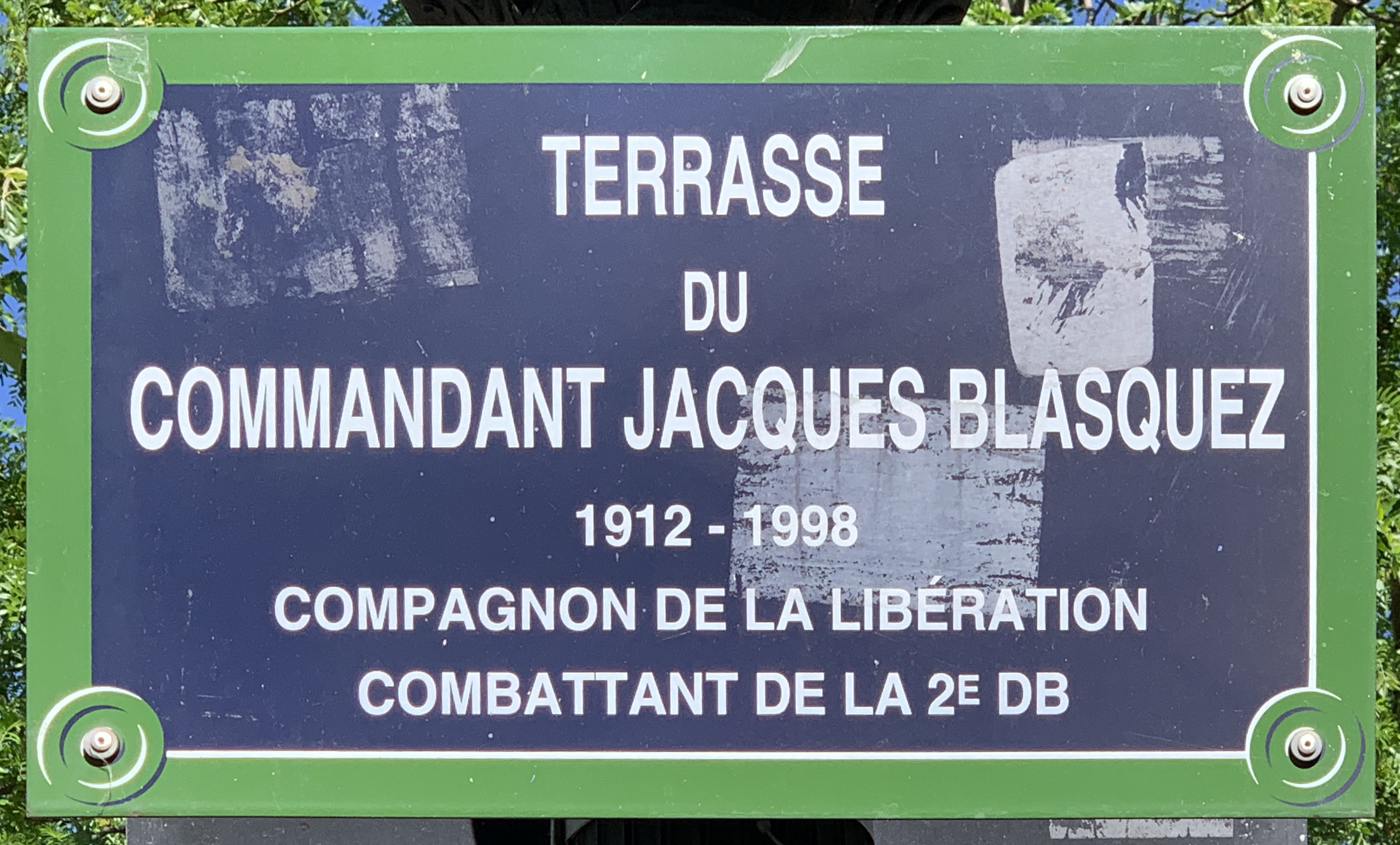
Plaque de la voie.

Elle rend hommage au commandant Jacques Blasquez (1912-1998), compagnon de la Libération.

## Historique
La terrasse du Commandant-Jacques-Blasquez a été créée lors du réaménagement de la place de la République et inaugurée le 1er juillet 2013,.